# Kolokita
Kolokita (bulgariska: Колокита) är en udde i Bulgarien.   Den ligger i regionen Burgas, i den östra delen av landet, 400 km öster om huvudstaden Sofia.
Terrängen inåt land är platt norrut, men åt sydväst är den kuperad. Havet är nära Kolokita åt nordost. Närmaste större samhälle är Pomorie, 18,6 km norr om Kolokita. 